# Ian Duncan, Nam tước Duncan xứ Springbank
Ian James Duncan, Nam tước Duncan xứ Springbank (sinh ngày 13 tháng 2 năm 1973) là một chính khách Bảo thủ, phục vụ như một Phó Chủ tịch tại Viện Quý tộc. Ông trước đây là Bộ trưởng Bộ Biến đổi Khí hậu trong Bộ Chiến lược Kinh doanh, Năng lượng và Công nghiệp và Bộ trưởng tại Văn phòng Bắc Ireland. Ban đầu, ông gia nhập Chính phủ Anh với tư cách là một bộ trưởng Văn phòng Scotland sau tổng tuyển cử năm 2017 của Vương quốc Anh. Duncan là MEP cho Scotland từ 2014–2017. Ông là bộ trưởng duy nhất đã phục vụ trong mỗi văn phòng lãnh thổ của Chính phủ Anh.

## Tuổi thơ
Duncan sinh năm 1973 và lớn lên ở Alyth, Perthshire, nơi ông học Trường Trung học Alyth. Ông đã đạt được bằng địa chất tại Đại học St Andrew, trước khi lấy bằng PhD về cổ sinh vật học từ Đại học Bristol.

## Đời tư
Chính trị bên ngoài Duncan duy trì sự quan tâm sâu sắc đến việc nói trước công chúng và là Chủ tịch danh dự của Liên minh nói tiếng Anh Scotland, trước đây từng là Chủ tịch (2014–2017) và Cán bộ Phát biểu & Tranh luận. Ông vẫn giữ liên kết với các học viện, làm cố vấn cho Viện Nghiên cứu Pháp lý và Hiến pháp của Đại học St Andrew. Duncan là thành viên của Hiệp hội Địa chất.
Năm 2014, Duncan được bổ nhiệm vào hội đồng cố vấn của Viện Schwarzenegger tại Đại học Nam California, được thành lập bởi cựu thống đốc bang California Arnold Schwarzenegger.
Ông là người bảo trợ của LGBT+ Bảo thủ và là người đồng tính công khai.